# Eddie Krncevic
Eddie Krncevic (Geelong, Australia, 14 de agosto de 1960) es un exfutbolista y entrenador de fútbol de Australia que jugaba en la posición de delantero.

## Carrera

### Club
| Periodo   | Club                  |
| --------- | --------------------- |
| 1976-1978 | Essendon Croatia      |
| 1979-1981 | Marconi FC            |
| 1981-1984 | GNK Dinamo Zagreb     |
| 1984      | MSV Duisburg          |
| 1985      | Sydney Croatia        |
| 1985-1986 | Cercle Brugge         |
| 1986-1989 | RSC Anderlecht        |
| 1988      | → Marconi FC (cedido) |
| 1989-1990 | FC Mulhouse           |
| 1990–1992 | RFC Liège             |
| 1992–1995 | SC Eendracht Aalst    |
| 1995-1996 | Royal Charleroi SC    |
| 1996-1997 | Gippsland Falcons     |

### Selección nacional
A nivel de selecciones menores jugó con Australia en la Copa Mundial de Fútbol Juvenil de 1979. Jugó con Australia en 35 ocasiones de 1979 a 1989 y anotó 17 goles, ganó la Copa de las Naciones de la OFC 1980 además de ser uno de los goleadores del torneo.

### Entrenador
| Periodo   | Club                   |
| --------- | ---------------------- |
| 1997–1999 | Carlton SC             |
| 1999–2001 | Marconi FC             |
| 2001–2002 | South Melbourne FC     |
| 2003      | Fawkner Blues          |
| 2004–2005 | Maribyrnong Greens     |
| 2007      | North Geelong Warriors |
| 2010–2011 | South Melbourne FC     |

## Logros

### Club
- Victorian Championship: 1978
- Victorian State League Cup: 1978
- Ampol Cup: 1977, 1978
- Armstrong Cup: 1977
- National Soccer League: 1979
- NSL Cup: 1980
- Yugoslav League: 1981–82
- Yugoslav Cup: 1982–83
- Belgian Cup: 1984–85, 1987-88, 1988-89
- Belgian League: 1986–87
- Belgian Super Cup: 1987

### Selección nacional
- OFC Nations Cup: 1980

### Individual
- Orden de Australia (OAM) – 2021[3]
- Inducción al FFA Hall of Champions – 2000
- Goleador de la Belgian League: 1988–89
- NSL Papasavas Medal (U-21) - 1979